# Ласкарина Бубулина
Ласкарина Бубулина (грч. Λασκαρίνα Μπουμπουλίνα, је рођена 11. маја 1771. у Константинопољу, убијена 22. маја 1825. у Спецесу) је била грчки поморски генерал. Помогла је тријумфу Грчке над Отоманским царством у рату за независност.

## Биографија
Бубулина је рођен у затвору у Цариграду, а њено порекло води са острва Хидра. Била је ћерка Ставријана Пинотсиса, капетана са острва Хидра кога су Османлије затворили због учествовања у неуспелој Орлофовој револуцији 1769-1770. против османске владавине. А она је рођена током једне од посета своје мајке. Убрзо након тога њен отац је преминуо, а она се са мајком вратила на Хидро. Бубулина је имала осам полу-браће и сестара. Сама се удавала два пута. Други муж је био богати бродовласник Димитрос Бубулис. После смрти мужа наследила је сво његово богатство. Имала је 4 сопствена брода укључујући и велики ратни брод Агамемнон. Османлије су покушале да јој конфискују сву имовину, али је дипломатијом и уз помоћ Руса успела да је задржи. Једно време је провела у изгнанству на Криму, након чега се вратила у Спецес.
Била је члан Хетерије, организације која се припремала за Грчку револуцију против Османске окупације. Куповала је оружје и муницију и тајно их допремала бродовима. Изградња огромног војног брода Агамемнон је завршила 1820. године, подмићивањем турских званичника како би игнорисали величину брода. Управо ће Агамемнон бити један од највећих ратних бродова у власништву грчких побуњеника. Дана 13. марта 1821. Бубулина је на јарболу Агамемнона подигла грчку заставу, засновану на застави византијске династије Комнина. 3. априла исте године придружили су се осталим грчким бродовима у поморској блокади.

### Смрт
Ласкарина Бубулина је убијена 1825. године као последица породичне афере у Спецесу. Њен син и ћерка из породице Куцис су побегли. У потрази за њом девојкин отац је дошао до куће Бубулина са наоружаним члановима породице. Након овог сукоба непознати починилац је пуцао у њу и погодио у чело.

## Остало
После њене смрти, руски цар Александар I доделио је почасни чин адмирала руске морнарице. Њени потомци су продали брод Агамемнон грчкој држави, и он је спаљен током грчког грађанског рата 1831. године. На острву Спецес постоји музеј посвећен њој и смештен је у 300-годишњој вили њеног другог мужа, где јој потомци још увек живе. Њена статуа стоји у луци у Спецесу. Многе улице широм Грчке и Кипра носе њено име, а најпознатија је улица у самом центру Атине. Њен лик се налази на кованици од једне драхме која се ковала од 1988. до 2001. године, као и на папирној новчаници од 50 драхми из 1978. године.